# May Yohé
Mary Augusta "May" Yohé (6 de abril de 1866-29 de agosto de 1938) fue una actriz de teatro musical estadounidense. 

## Biografía
Tras comenzar su carrera artística con la McCaull Comic Opera Company en 1886 en las ciudades de Nueva York y Chicago, y luego de realizar otras presentaciones en Estados Unidos, adquirió fama en el teatro de Londres a partir del año 1893. Al año siguiente, mientras trabajaba en aquella ciudad, creó el personaje principal de la obra Little Christopher Columbus.
En 1894 contrajo matrimonio con Lord Francis Hope y fue poseedora del diamante Hope. Yohé continuó trabajando en musicales en los Teatros del West End y en Estados Unidos. La actriz se divorció de Hope en 1902 y en los años siguientes tuvo una serie de matrimonios y relaciones sentimentales con otros hombres. Aunque realizó presentaciones de music hall y vodevil en la costa oeste y otros lugares de Estados Unidos durante las primeras décadas del siglo XX, su situación económica era inestable. En 1924, junto a su último marido, John Smuts, se mudó a la ciudad de Boston, donde pasó sus últimos años de vida.